# Фрідгемсплан (станція метро)
59°19′57″ пн. ш. 18°01′50″ сх. д. / 59.3325° пн. ш. 18.030556° сх. д.
«Фрідгемсплан» (швед. Fridhemsplan) — станція Стокгольмського метрополітену. 
Розташована на синій лінії, обслуговується маршрутами T10, Т11, між станціями Стадсгаген та Родхусет та зеленій лінії, обслуговується маршрутами T17, Т18, Т19 між станціями Торільдсплан та Санкт-Еріксплан
Пасажирообіг станції в будень —	53 800  осіб (2019)

Відстань від початкової станції лінії Кунгстредгорден становить 2.1 км. 
Відкрито 31 серпня 1975.
Розташована у мікрорайоні Фрідгемсплан.
Конструкція: односклепінна тбіліського типу з двома острівними платформами.

## Операції
| Попередня станція                | Лінія | Лінія     | Лінія | Наступна станція                 |
| -------------------------------- | ----- | --------- | ----- | -------------------------------- |
| Родхусет Кінцева                 |       | Лінія T10 |       | Стадсгаген до Юльста             |
| Родхусет Кінцева                 |       | Лінія T11 |       | Стадсгаген до Акалла             |
| Торільдсплан до Окесгов          |       | Лінія T17 |       | Санкт-Еріксплан до Скарпнек      |
| Торільдсплан до Альвік           |       | Лінія T18 |       | Санкт-Еріксплан до Фарста-странд |
| Торільдсплан до Гессельбю-странд |       | Лінія T19 |       | Санкт-Еріксплан до Гагсетра      |